# スタートリゴン
『スタートリゴン』(STAR TRIGON)は、ナムコ（現・バンダイナムコエンターテインメント）が2002年7月に発売したアーケードゲーム。

## 概要
アストロレスキューの隊員として、遭難した宇宙船の乗員を三角ネットを張り救助するアクションゲーム。プレイヤーは星の周りを回転しつつ、タイミング良くジャンプしてラインを張る。プレイ中操作するのはボタン1つのみである。エリアアウトや酸欠でミスとなる。
難易度はビギナー、イージー、ノーマル、マニアックの4段階。

## キャラクター
ホシ・ワタル
スタートリゴン隊のエース。平均的な能力。
ビッグバン・宙太
初期スピードは遅いが最速スピードはワタルを上回る。エアの消費は少ない。
パッチー
宇宙猫。チュートリアルの解説を担当。
ホリ・ススム
『ミスタードリラー』よりゲスト参加。宇宙ドリスーツを装着。
スピードが速いが、エアの消費も速い。
ホリ・タイゾウ
隠しキャラ。ホリ・ススムの父。
時間経過によりスピードが落ちる。エアの消費は最も少ない。